# Мозо ин Пасирија
Мозо ин Пасирија (итал. Moso in Passiria) је насеље у Италији у округу Болцано, региону Трентино-Јужни Тирол.
Према процени из 2011. у насељу је живело 322 становника. Насеље се налази на надморској висини од 1021 м.

## Становништво
Према резултатима пописа становништва 2011. у општини је живело 2.171 становника.
| 1931. | 1936. | 1951. | 1961. | 1971. | 1981. | 1991. | 2001. | 2011. |
| ----- | ----- | ----- | ----- | ----- | ----- | ----- | ----- | ----- |
| 1.750 | 1.711 | 1.890 | 2.141 | 2.197 | 2.203 | 2.171 | 2.170 | 2.171 |